# Philonesia
Philonesia é um género de gastrópode  da família Helicarionidae.
Este género contém as seguintes espécies:
- Philonesia filiceti
- Philonesia pitcairnensis